# Peter Alfred Sutton
Peter Alfred Sutton OMI (* 18. Oktober 1934 in Chandler; † 5. September 2015) war ein römisch-katholischer Geistlicher und Erzbischof von Keewatin-Le Pas.

## Leben
Peter Alfred Sutton trat der Ordensgemeinschaft der Oblaten (OMI) bei und empfing am 22. Oktober 1960 die Priesterweihe.
Papst Paul VI. ernannte ihn am 9. Mai 1974 zum Bischof von Labrador-Schefferville. Die Bischofsweihe spendete ihm der Bischof von London, Gerald Emmett Carter, am 18. Juli desselben Jahres; Mitkonsekratoren waren Patrick James Skinner CIM, Erzbischof von Saint John’s, Neufundland, und Jules Leguerrier OMI, Bischof von Moosonee.
Papst Johannes Paul II. ernannte ihn am 24. Januar 1986 zum Koadjutorerzbischof von Keewatin-Le Pas. Nach der Emeritierung Paul Dumouchels OMI am 7. November 1986 folgte er ihm als Erzbischof von Keewatin-Le Pas nach.
Seinem Rücktrittsgesuch aus gesundheitlichen Gründen gab Papst Benedikt XVI. am 25. März 2006 statt.